# Mot (semitisk gud)
Mot var en dödsgud i syrisk-fenicisk religion. Mytologiska texter från bronsåldersstaden Ugarit skildrar hur Mot (och havsguden Yam) blir besegrad av stormguden Baal vid en intern maktkamp bland gudarna. Inledningsvis besegrar Mot Baal, men Baals syster, krigsgudinnan Anat, stiger ned i dödsriket och befriar Baal. Det är möjligt att triaden Baal-Yam-Mot, via kulturkontakter, gav upphov till den grekiska brödratrion Zeus-Poseidon-Hades.